# フランソワ・コペ
フランソワ・コペ（François Coppée、1842年1月26日 - 1908年5月23日）は、フランスの作家。

## 略歴
フランソワ・コペは1842年にフランスのパリで生まれた。カルチェラタンにある学校リセ・サン＝ルイで学ぶ。卒業後に中央官庁の書記官になってその後元老院図書館やコメディ・フランセーズに職員として勤める。コペは1884年まで公職に就いていたが、並行して文学作品を執筆していた。
1869年の戯曲『Le Passant』はコペが初めて書いた戯曲であり一般に代表作として評価されている。この戯曲は女優サラ・ベルナールを主演にした劇をオデオン座で初演して大きな反響を呼んだ。その他の戯曲には1889年の『Le Pater』や1895年の『Pour la couronne』があり、パリコミューンを舞台にした『Le Pater』は上演を政府に禁止されたが、『Pour la couronne』はリセウム劇場で上演されて成功を収めた。
フランソワ・コペは公務員として勤めながら詩作して1866年の詩集『Le Reliquaire』で高踏派詩人として位置付けられる。1872年に詩集『Les Humbles』を刊行して高い評価を受けた。コペはそのほかにも短編小説、散文、自伝、エッセイなども書いた。
1884年にアカデミー・フランセーズに選出されて1888年にレジオン・ドヌール勲章を授与された。コペは生涯、独身であり1908年にパリで死去した。

## 著作

### 戯曲
- Le Passant (1869)
- Deux Douleurs (1870)
- Fais ce que Dois (1871)
- L'Abandonnée (1871)
- Les Bijoux de la Délivrance (1872)
- Le Rendez-Vous (1872)
- Prologue d'Ouverture pour les Matinées de la Gaîté (1874)
- Le Luthier de Crémone (1876)
- La Guerre de Cent Ans (1877)
- Le Tresor (1879)
- La Bataille d'Hernani (1880)
- La Maison de Moliére (1880)
- Madame de Maintenon (1881)
- Severo Torelli (1883)
- Les Jacobites (1885)
- Le Pater (1889)
- Pour la couronne (1895)

### 散文
- Une Idylle pendant le siège (1874)
- Contes en prose (1882)
- Vingt Contes nouveaux (1883)
- Le banc, idylle parisienne (1887)
- Contes rapides (1888)
- Henriette (1889)
- Toute une jeunesse (1890)
- Les Vrais Riches (1892)
- Rivales (1893)
- Longues et brèves (1893)
- Contes tout simples (1894)
- Le Coupable (1896)
- La Bonne Souffrance(1898)
- Contes pour les jours de fête (1903)

### 詩集
- Le Reliquaire (1866)
- Intimités (1867)
- Poémes modernes (1867-9)
- Les Humbles (1872)
- Le Cahier rouge (1874)
- Olivier (1875)
- L'Exilée (1876)
- Contes en vers (1881)
- Poèmes et récits (1886)
- Arrière-saison (1887)
- Paroles sincères (1890)
- Pour Toujours (1892)